# Leeftijd

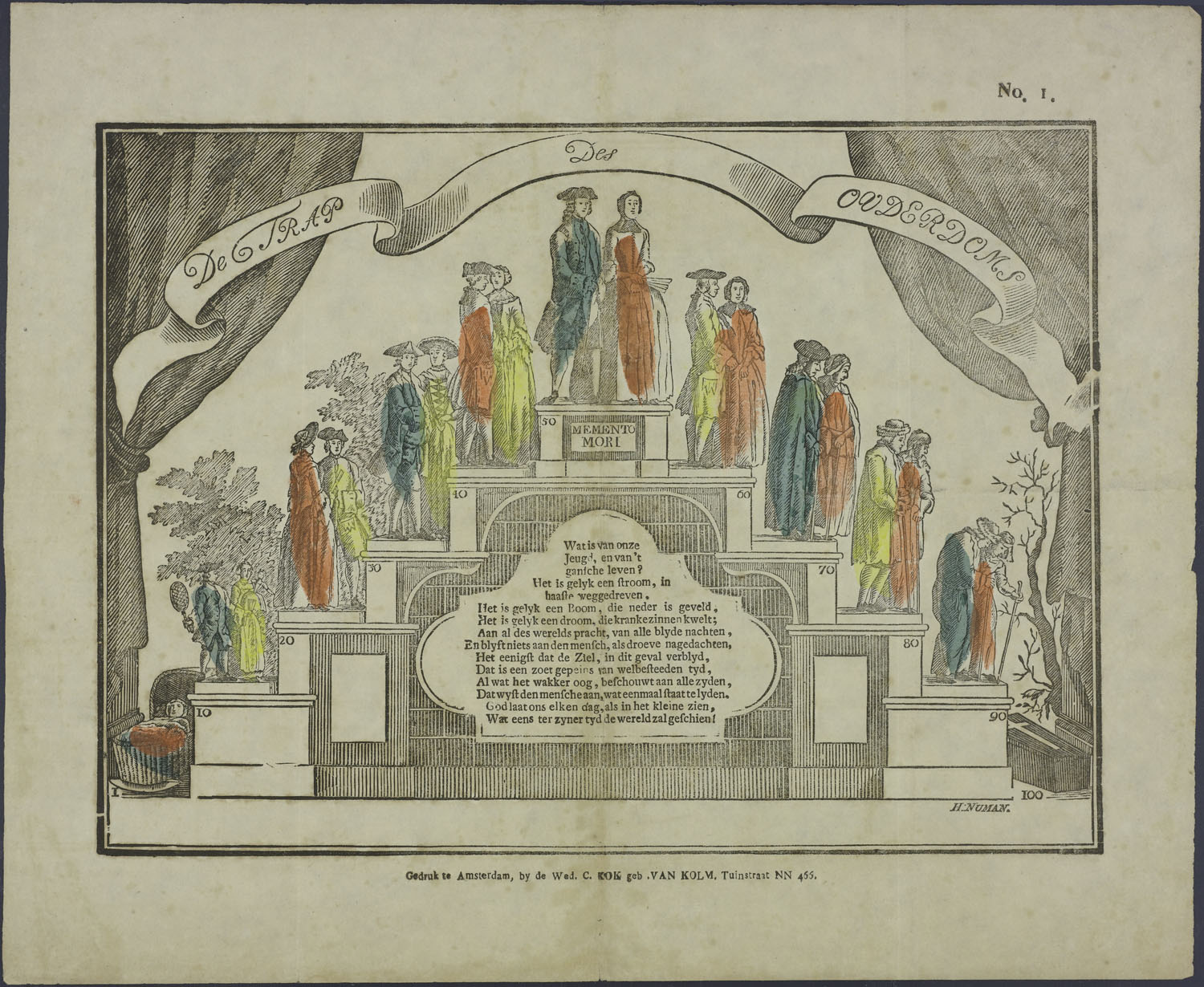
De trap des ouderdoms of de levenstrap op een centsprent (ca. 1845).

Leeftijd of ouderdom van een levend wezen of niet levend object op zeker tijdstip is de tijdsduur tussen het ontstaan en het bedoelde tijdstip. In veel gevallen zal het tijdstip het heden zijn, en is de leeftijd de tijdsduur van bestaan. De begrippen leeftijd en ouderdom spelen onder meer een rol in de demografie en de ontwikkelings- en levenslooppsychologie.
Bij mensen wordt gerekend vanaf de geboorte en wordt de leeftijd meestal gegeven in gehele levensjaren. Een nieuw levensjaar (te onderscheiden van onder meer kalenderjaar en schooljaar) begint met de verjaardag, om 0 uur, ongeacht de tijd van geboorte, maar als men op 29 februari geboren is, begint het nieuwe levensjaar in niet-schrikkeljaren op 1 maart. Het gebruik van een rangnummer, zoals in '18e levensjaar' kan verwarrend zijn, men is dan 17 jaar (pas aan het eind van het eerste levensjaar wordt men 1 jaar, enz.). Dit is overigens analoog aan het feit dat 2024 in de 21e eeuw is, enz.
Voor baby's wordt de leeftijd wel gerekend in weken of maanden. Als dit van belang is, kan ook de leeftijd van oudere kinderen en volwassenen in dagen gegeven worden, waarbij de geboortedag als de eerste dag van bestaan geteld wordt.
Eenduidige formuleringen:
- met op de puntjes niet noodzakelijk een heel aantal jaren:
  - (niet) jonger dan ..
  - .. of ouder
  - de leeftijd van .. (nog niet) hebben bereikt[3]
- met op de puntjes een heel aantal jaren:
  - vanaf .. jaar
  - tot .. jaar
  - van .. tot .. jaar
  - van 4 tot en met 11 jaar (dit betekent van 4 tot 12 jaar)[4][5]
- wanneer het niet gaat over verjaardagen:
  - een persoon van 18, 19 of 20 jaar (dit betekent van 18 tot 21 jaar)[6]

De betekenis van een formulering als 'ouder dan 12 jaar' is niet eenduidig. De betekenis kan zijn '12 jaar of ouder', alleen om exact 0.00 uur op de twaalfde verjaardag geldt het eerste nog niet, maar het tweede wel (het maakt alleen verschil op dat ene moment), maar ook 13 jaar of ouder. Men kan dus beter zeggen 12 jaar of ouder, respectievelijk 13 jaar of ouder.
Een aanduiding als bijvoorbeeld 65+ of 65-plus betekent 65 jaar of ouder. Zo iemand wordt 65-plusser genoemd.
De AOW-leeftijd was in 2023 66 jaar en 10 maanden, dus geen geheel aantal jaren.
Meestal begint een nieuwe levensmaand op dezelfde dag van de maand als de geboortedatum, maar als de betreffende dag niet bestaat dan op de eerste dag van de volgende maand. De maand waarin iemand een leeftijd van een bepaald aantal jaren en maanden bereikt is dus in het algemeen niet uitsluitend afhankelijk van zijn geboortemaand, maar ook van de dag van de maand. Dit geeft bij de AOW geen complicaties, doordat de AOW-leeftijd steeds per 1 januari wordt verhoogd, en december 31 dagen heeft. Merk verder op dat wanneer een levensmaand eindigt niet uitsluitend afhangt van wanneer hij begonnen is: een levensmaand die bijvoorbeeld op 1 juli begint, loopt tot en met 30 juli voor wie op de 31e van een maand geboren is, maar tot en met 31 juli voor wie op de 1e van een maand geboren is.
Alles wat in de tijd bestaat heeft een leeftijd, van het heelal tot ieder individueel mens.
De verschillende levensstadia van de mens worden gerelateerd aan de leeftijd, al zijn de grenzen niet altijd exact aan te geven. Aanduidingen afhankelijk van de leeftijd zijn:
- baby of zuigeling
- peuter
- kleuter
- (school)kind
- puber
- adolescent
- volwassene
- bejaarde, al dan niet gepensioneerd

De gemiddelde leeftijd van een volk geeft een indicatie van de vergrijzing. In Nederland was in 2005 de gemiddelde leeftijd 38,65 jaar, in België bedroeg die 39,99 jaar. Ter vergelijking: in Oeganda was in 2005 de gemiddelde leeftijd 14,8 jaar.